# Brochet MB-100
Le Brochet MB-100 était un avion triplace de tourisme et d'école français conçu par Maurice Brochet. Il fut l'objet d'une petite commande de série par l'État français pour assurer le rééquipement des aéro-clubs français au début des années 1950.

## Brochet MB-100
Alors que les MB-70 et MB-71 subissaient leurs essais officiels au CEV, Maurice Brochet décida d’extrapoler de ce biplace un  tri-quadriplace. Pour la première fois chez Brochet, il s’agissait d’un appareil de construction mixte. Si la voilure conservait une structure bois et toile, le fuselage était cette fois réalisé en tubes d’acier soudés entoilés. 
Étudié et construit en six mois, le prototype (F-WBGH), équipé d’un moteur Hirth HM504A-2 de 95 ch, effectua son premier vol le 3 janvier 1951 aux mains d’André Deschamps. Équipé de doubles-commandes aux sièges avant, cet appareil passa au CEV du 7 février au 5 avril 1951 et obtint sans difficulté sa certification. Il fut alors vendu à l’aéro-club de Caen, tandis que le SALS commandait une série de 20 appareils (F-BGUA/T). 

### Brochet MB-101
Les 13 derniers MB-100 subirent quelques modifications pour utilisation par les clubs d’outre-mer (filtre à sable, vernis spécial...) et devenant des MB-101.

## Brochet MB-120
Une cellule de MB 100 ayant révélé aux essais statiques un facteur de charge de 9, inutile pour un avion ne pouvant passer la voltige, le SALS fit commander sur marché d’État deux appareils biplaces avec une structure allégée afin de participer à un concours organisé sous les auspices de la Fédération nationale aéronautique. Doté d'un moteur Continental C90 de 90 ch avec démarreur électrique, le MB-120 pesait 50 kg de moins que le MB-100 malgré la présence de deux batteries et d’un générateur. Le premier vol eut lieu, toujours à Chavenay, mais aux mains de Jean Melleton, le 5 avril 1954.
Les épreuves finales du concours eurent lien à Toussus-le-Noble à partir du 27 février 1955, opposant le MB-120 à 18 autres appareils, dont le Jodel D-112, le Gardan GY-30 Supercab (en) ou le Piel CP30 Emeraude (en), qui se classèrent largement devant le monoplan Brochet. Les deux MB-120 (F-BGVI/J) resteront donc sans suite.

## Sources
1. 1 2 3 4  « Avions Maurice Brochet Neauphle Le Chateau », sur avions.brochet.free.fr (consulté le 20 avril 2023).
2. ↑  Flight no 2414 du 6 mai 1955 p. 577